# Oskar Dähnhardt
Alfred Oskar Dähnhardt (* 21. November 1870 in Kiel; † 25. April 1915 in Ypern, Flandern) war ein deutscher Germanist und Altphilologe.

## Leben
Dähnhardt wurde 1870 als Sohn des Leipziger Richters Heinrich Dähnhardt in Kiel geboren. Sein Bruder war der spätere Vizeadmiral der Kaiserlichen Marine, Harald Heinrich Dähnhardt.
Dähnhardt besuchte die Leipziger Nikolaischule. Er wurde Oberleutnant der Landwehr. Bis 1894 studierte er Germanistik und klassische Philologie an der Friedrich-Wilhelms-Universität zu Berlin, der Universität Leipzig und der Universität Göttingen. Danach promovierte er sich zum Dr. phil.
Er machte sich unter anderem durch das Sammeln und Herausgeben von Märchen, Sagen und Volksgeschichten einen Namen. Angesichts seiner kurzen Lebenszeit hinterließ Dähnhardt eine beachtliche Anzahl von Veröffentlichungen. Auf der Internetseite der britischen Verlagsgruppe Pearson wird Dähnhardt als der einzige Deutsche und als einer von nur vier genannten führenden Erzählforschern des 19. Jahrhunderts aufgeführt.
Dähnhardt war von 1896 bis 1910 Lehrer an der Thomasschule zu Leipzig und von 1910 bis 1915 Rektor der Nikolaischule in Leipzig.
Der Allgemeinheit ist aus Dähnhardts Textsammlungen vermutlich das Scherzgedicht Finster war’s, der Mond schien helle am bekanntesten. Der erste Nachweis für das Gedicht, dessen Autor unbekannt ist, findet sich in Dähnhardts Buch Volksthümliches aus dem Königreich Sachsen (1898), in dem er auf der Thomasschule gesammelte Texte veröffentlichte.
Er war Schriftführer im Verband Deutscher Vereine für Volkskunde.
Dähnhardt fiel 1915 in Flandern. Posthum wurde 1929 die Dähnhardtstraße im Leipziger Stadtteil Wahren nach dem Germanisten benannt.

## Schriften
Mehrbändige Werke sind nur einfach aufgeführt.
- Oskar Dähnhardt (1896): Griechische Dramen in deutschen Bearbeitungen von Wolfhart Spangenberg und Isaac Fröreisen. Band 1 und 2.
- Oskar Dähnhardt (Hg., 1898): Volksthümliches aus dem Königreich Sachsen. Auf der Thomasschule gesammelt von Oskar Dähnhardt. Leipzig: Teubner, 1898.
- Oskar Dähnhardt (Hg., 1901): Heimatklänge aus deutschen Gauen. Leipzig: Teubner, 1901.
- Oskar Dähnhardt (1906): Beiträge zur vergleichenden Sagenforschung: I. Sintflutsagen. Zeitschrift des Vereins für Volkskunde, 16 (1906). 369–396.
- Oskar Dähnhardt (1903): Deutsches Märchenbuch. Leipzig, Teubner.
- Oskar Dähnhardt (Hg., 1907–12): Natursagen: Eine Sammlung naturdeutender Sagen, Märchen, Fabeln und Legenden. Leipzig, Berlin, B. G. Teubner (neu aufgelegt 1983: ISBN 978-3-487-07280-7).
- Oskar Dähnhardt (Hg., 1925): Naturgeschichtliche Volksmärchen.